# نساز
نساز روستایی است که در استان اردبیل، شهرستان خلخال، بخش خورش رستم، دهستان خورش رستم جنوبی قرار دارد.
زبان اصلی روستائیان ترکی آذربایجانی  است.
از نطر آب و هوا در بهار و تابستان معتدل و در زمستان وپاییز سرد و کوهستانی است 
شغل اصلی روستائیان دامداری و کشاورزی است که درآمد آن هارا تأمین می‌کند . محصولات اصلی این روستا گندم ، جو ، عدس و نخود است .از نظر گردشگری بدلیل کوهستانی بودن روستا چند آبشار پشت سر هم وجود دارد که خیلی زیبا هستند و جنبه توریستی دارد . از سوغاتی‌های این روستا می‌توان به عسل ، گردو و فطیر ... اشاره کرد .

## جمعیت
بر اساس سرشماری سال ۱۳۸۵ جمعیت این روستا ۹۲۱ نفر با ۲۱۵ خانوار بوده‌است.